# Santa Rosa (Rojas)
Pour les articles homonymes, voir Santa Rosa.
Santa Rosa est l'une des cinq paroisses civiles de la municipalité de Rojas dans l'État de Barinas au Venezuela. Sa capitale et Santa Rosa. En 2018, sa population s'élève à 5 382 habitants.

## Géographie

### Démographie
Hormis sa capitale Santa Rosa, la paroisse civile possède plusieurs localités, dont :
- Caño Seco
- Corocito
- Corozal
- Independencia
- La Aguada
- La Coromoto
- Las Cañadas
  - Las Cañadas Este
  - Las Cañadas Oeste
- Las Cocuizas
- Masparito Arriba
- Santa Rosa
- Vegón de Santa Rosa
  - Vegón de Santa Rosa Norte
  - Vegón de Santa Rosa Sur